# 国营林场 (延津县)
国营林场是中华人民共和国河南省新乡市延津县下辖的一个类似乡级单位。

## 行政区划
下辖以下地区：
国营林场虚拟村。